# Oxypetalum longipedunculatum
Oxypetalum longipedunculatum är en oleanderväxtart som först beskrevs av Gustaf Oskar Andersson Malme, och fick sitt nu gällande namn av Goyder och Rapini. Oxypetalum longipedunculatum ingår i släktet Oxypetalum och familjen oleanderväxter. Inga underarter finns listade i Catalogue of Life.